# ليالي بيضاء (فلم)
ليالي بيضاء هو فيلم جريمة مغربي صدر سنة 2004، من إخراج جمال بلمجدوب، وبطولة كل من رشيد الوالي، وعبد الله ديدان، ولطيفة أحرار، وإدريس الروخ، ونعيمة إلياس، ونجاة الوافي. في إطار بوليسي، تنطلق أحداث الفيلم عندما تشرع إحدى عصابات المخدرات في توسيع نشاطها بإحدى المدارس الثانوية، تسترعي تلك الظاهرة السلطات، فيكلف ضابط وصديقه بمحاولة كشف تلك العصابة والقضاء على أنشطتها الإجرامية.

## القصة
تعثر الشرطة على جثة شاب على شاطئ البحر، وبعد التحقيقات، تكتشف أنه أحد أفراد عصابة تتاجر بالمخدرات. يُنقل الضابط نبيل إلى فرقة مكافحة المخدرات لتولي القضية، وسرعان ما يكتشف مع زملائه أن العصابة تستهدف طلاب المدارس الثانوية، حيث أنشأت سوقًا سرية لترويج المخدرات بينهم.
يبدأ الفريق تحقيقاته داخل إحدى المدارس، وبعد جهود مكثفة، تقودهم الأدلة إلى زعيم العصابة المعروف باسم الروخو. لكنهم يصلون متأخرين، ليجدوه منتحرًا شنقًا بعد علمه بانكشاف أمره. غير أن نشاط العصابة لا يتوقف، مما يجعل الشرطة تدرك أن الروخو لم يكن سوى عضوًا صغيرًا آخر، وأن الزعيم الحقيقي لا يزال مجهولًا ومتواريًا عن الأنظار.
يندفع نبيل لكشف هوية الرأس المدبر، حتى أن الشكوك بدأت تراوده بشأن زملائه. وفي مصادفة غير متوقعة، يعثر على سلسلة مفاتيح تقوده أخيرًا إلى اكتشاف الحقيقة الصادمة: زعيم العصابة لم يكن سوى أقرب الناس إليه.

## طاقم التمثيل
- رشيد الوالي بدور نبيل
- عبد الله ديدان بدور عمر
- لطيفة أحرار بدور أحلام
- إدريس الروخ بدور سعيد
- نعيمة إلياس بدور الحاجة
- نجاة الوافي بدور منال
- زكرياء عاطفي بدور الروخو
- رفيق بوبكر بدور حميد
- سعيد باي
- عائشة ماه ماه
- سهام أسيف
- نزهة بدر

## وصلات خارجية
- مقالات تستعمل روابط فنية بلا صلة مع ويكي بيانات